# إرنست جينز
إرنست جيمس جينز (بالإنجليزية: Ernest James Gaines) (ولد في 15 يناير 1933) هو كاتب أمريكي من أصل أفريقي. تُدرس أعماله في الجامعات، وقد تًرجمت أعماله إلى الكثير من اللغات، ومنها: الفرنسية، والإسبانية، والألمانية، والروسية، والصينية. وتحولت أربعة من أعماله إلى أفلام تلفزيونية.
ربح جينز جائزة مجتمع نقاد الكتب الوطنيين للرواية عن روايته «درس قبل الموت» الصادرة عام 1993. وجينز زميل مؤسسة ماكأرثر. وقد مُنح جينز أيضًا وسام العلوم الوطنية وأيضًا وسام العلوم والآداب (الفرنسي) بدرجة الشافالييه أو الفارس.

## أعماله
كتب
- «كاثرين كارمييه» (1964)
- «عن الحب والتراب» (1967)
- «السلالة» (1968)
- «السيرة الذاتية للآنسة جين بيتمان» (1971)
- «يوم طويل في نوفمبر» (1971)
- «في منزل أبي» (1978)
- «جمع من العجائز» (1983)
- «درس قبل الموت» (1993)- تم ترشيح هذه الرواية لجائزة البوليتزر، وجائزة مجتمع نقاد الكتب الوطنيين للرواية (1993)، وأيضًا نادي كتب أوبرا (1997).
- «موزارت وليدبيلي: قصص ومقالات» (2005)

قصص قصيرة
- «السلاحف» (1956)
- «الصبي ذو السترة المزدوجة» (1971)
- «ماري لويس» (1960)
- «تمامًا مثل شجرة» (1963)
- «السماء رمادية» (1963)
- «يوم طويل في نوفمبر» (1964)
- «جدي والشبح» (1966)

أعمال تحولت إلى أفلام
- «السيرة الذاتية للآنسة جين بيتمان» وظهر على قناة سي بي أس (1974)
- «السماء رمادية»
- «جمع من العجائز»
- «درس قبل الموت»

## الجوائز
- جائزة سيدني لاينر للأدب الجنوبي (2012)
- الجائزة الذهبية من مؤسسة الإنجازات (2001)
- وسام العلوم والآداب بدرجة الشافالييه أو الفارس (فرنسا)(2000)
- جائزة قسم الأدب في المؤسسة الأمريكية للعلوم والآداب (2000)
- جائزة حكام الولايات الوطنية للأداب (2000)
- جائزة كاتب لويزيانا (2000)
- وسام الإنسانيات الوطنية (2000)

## وصلات خارجية
- إرنست جينز على موقع IMDb (الإنجليزية)
- إرنست جينز على موقع الموسوعة البريطانية (الإنجليزية)
- إرنست جينز على موقع إن إن دي بي (الإنجليزية)
- إرنست جينز على موقع ديسكوغز (الإنجليزية)
- إرنست جينز على موقع قاعدة بيانات الفيلم (الإنجليزية)